# Alfred-Marie-Joseph-Louis Montagne
Alfred-Marie-Joseph-Louis Montagne, francoski general, * 20. junij 1881, † 26. februar 1963.